# 伊東岳彦
伊東 岳彦（いとう たけひこ）は、日本の漫画家、イラストレーター、アニメーション作家。男性。
本名や生年月日は公表されていない。代表作は『宇宙英雄物語』『星方武侠アウトロースター』『覇王大系リューナイト』。愛称は「老師」。

## 来歴
北海道北見市出身。高校卒業後、東京のデザイン専門学校へ進み、同時期に様々な雑誌の仕事や設定協力などを手掛ける。その後おもちゃのデザインの仕事に就いた後、漫画編集者に。しかし担当した作品がどれも面白くないと思いそれなら自分で描いたほうがいいと考えて転職、「Good Morning アルテア」をアンソロジーコミック『C-LIVE 1』(夢元社発行、東京創元社発売)に掲載。
デビュー当初はBLACK POINTというペンネームを使用しており、自画像（顔に「BP」と書かれている）や初期の作品で確認できる。イラスト・アニメ関連の仕事では幡池裕行名義で活動している。このことについて伊東自身が「別人だ」と語った事があるが、『Vジャンプ』連載「覇王大系リューナイト」第1回の画稿の名義は幡池裕行になっている。
作品制作の際にはスタジオ形式を採用しており、クリエイタースタジオモーニングスターで活動している。モーニングスターには幡池裕行も所属していることになっている。
闇の魔法陣というサークル名で、オリジナル作品の番外編やパイロット版、設定集、ラフ画などを収録した同人誌を発表している。
オリジナルのスペースオペラ作品に共通する世界観としてToward Star Worldsがある。

## 作品リスト

### 漫画
- Good Morningアルテア（BlackPoint名義）
- 数多の星より大切な…（BlackPoint名義）
- 宇宙英雄物語
- 覇王大系リューナイト
- OUTLAW STAR
- KO世紀ビースト三獣士―外伝BIRTH of the V-美-DARN
- 逢魔にドキドキ!

### 画集
- 『TAKE OUT ～伊東岳彦「宇宙英雄物語」の世界～』 (集英社 1997)

## 設定 参加作品

### アニメ
- Good Morningアルテア（原作）
- トップをねらえ!（設定）
- New Story of Aura Battler DUNBINE（キャラクターデザイン：幡池裕行名義）
- 機動警察パトレイバー THE MOVIE（メカニックデザイン協力：幡池裕行名義）
- NG騎士ラムネ&40（キャラクター原案）
- デトネイター・オーガン（メカニックデザイン：幡池裕行名義）
- KO世紀ビースト三獣士（原作/キャラクター原案）
- D-1 DEVASTATOR（メカニックデザイン：幡池裕行名義）
- 覇王大系リューナイト（原作/キャラクター原案）
- 天空のエスカフローネ（デザイン協力：幡池裕行名義）
- 星方武侠アウトロースター（原作）（キャラクター原案：幡池裕行名義）
- AIKa（ゲストキャラクターデザイン）
- 星方天使エンジェルリンクス（原作）（キャラクター原案：幡池裕行名義）
- ゼーガペイン（原作）（キャラクター原案/デザインディレクター：幡池裕行名義）
- 遊☆戯☆王5D's（デザイン協力）

### ゲーム
- アリシア ドラグーン（キャラクターデザイン）
- 銀河お嬢様伝説ユナ（機械化兵士デザイン）
- サウザンドアームズ（キャラクターデザイン）
- SFアドベンチャー ZERO ONE SP（キャラクターデザイン）
- Zwei Worter（中野訓練校制服デザイン）

### その他
- Android専用アプリケーションソフトウェア『お天気キャス子ウェザーデス。』（キャラクターデザイン：幡池裕行名義）

## イラスト系

### 小説挿絵
- 青の騎士ベルゼルガ物語（幡池裕行名義）
- 聖エルザクルセイダーズ（BlackPoint名義）
- 南国戦隊シュレイオー
- 宇宙豪快ダイザッパー
- わたしの勇者さま（シリーズ途中より幡池裕行名義）
- アベニールをさがして（幡池裕行名義）
- ウルフゾーン
- A君(17)の戦争（表紙のみ）
- 聖刻1092（幡池裕行名義）
- ソード・ワールドRPGリプレイ第2部（幡池裕行名義）
- ファミコン必勝本（表紙のみ・BlackPoint名義）
- メルヴィ&カシム（幡池裕行名義）

### CDジャケット
- 『銀河乞食軍団ハイパー CD BOOK』ブックレット内挿絵･文章 (1992)
- 機動戦士Vガンダムサウンドトラック『機動戦士Vガンダム SCORE I』CDジャケットイラスト（幡池裕行名義）(1993)
- とうきょうデンキKIRAKIRA合唱団 『THE COVERS』CDジャケットイラスト (1995)

### ムック
- 『完全保存版 NG騎士ラムネ&40』 (コミックボンボンスペシャル76 講談社) ラフイラスト,インタビュー
- 『NG騎士ラムネ&40 熱血必勝英雄伝異聞』 (みのり書房) 小説｢さすらいの勇者ダ･サイダー｣挿絵
- 『NG騎士ラムネ&40 DX』 (ケイブンシャの大百科別冊) ラフイラスト
- 『NG騎士ラムネ&40 ILLUSTRATIONS』 (GAKKEN MOOK) カラーイラスト

### 雑誌
- 『月刊アウト 1992年5月号』 伊東岳彦特集
- 『月刊アウト 1993年6月号～1994年4月号』 小説「NG騎士ラムネ&40XX」挿絵
- 『月刊アウト 1995年5月号』 嘘企画「ラムネス７」イラスト
- 『月刊AX』 vol.23(2000/2)より数回 連載コラム「ぶるったす」
- 『Comickers 1997年8月号』 カラーイラスト、インタビュー
- 『Comickers 1999年冬号』カラーテクニック
- 『I･C SCREEN TECHNICAL GALLERY』 (アイシー 1998) スクリーントーン技術教本

### その他
- TCG アクエリアンエイジ『蒼月の魔道師 ”ソニア･ホノリウス”』カードイラスト
- 「このごろの斉藤さんのPC-88 MA/FA プライベートライフ!!」『マイコンBASICマガジン』1988年3月号、NECパソコンインフォメーションセンター（BlackPoint名義）